# 'Abdu'l-Bahá
‘Abdu’l-Bahá, Servo della Gloria, in arabo عبد البهاء, al secolo `Abbás Effendi, in persiano عباس افندی (Teheran, 23 maggio 1844 – Haifa, 28 novembre 1921), figlio maggiore di Bahá'u'lláh, il fondatore della Fede bahai, e di Ásíyih Khánum, nel 1892 fu nominato dal padre suo successore e interprete dei suoi insegnamenti. Nei testi bahá'í è indicato comunemente come il Maestro.
'Abdu'l-Bahá non ha rango Profetico ma è considerato una delle tre "figure centrali" della Fede bahá'í, insieme a Baháʼu'lláh e al Báb. I suoi scritti e discorsi autenticati sono infatti fonti autorevoli della letteratura sacra bahá'í.
‘Abdu'l-Bahá nacque in una famiglia aristocratica, nello stesso giorno in cui il Báb rivelò la sua missione. Quando aveva otto anni, in seguito al sostegno dato alla causa del Báb, suo padre fu imprigionato e i beni della famiglia furono saccheggiati, riducendo praticamente la famiglia in povertà. L'iniquo imprigionamento del padre visitato da lui in prigione con un pesante collare d'acciaio, [...] curvo sotto il peso delle catene, segnò fortemente 'Abdu'l-Bahá durante la sua infanzia.
La prigionia del padre ebbe effetti devastanti sulla famiglia, con i loro beni confiscati e depredati: "la plebaglia saccheggiò la loro casa, la famiglia ebbe confiscato tutto ciò che possedeva e fu lasciata quindi in completa indigenza."
Quando Bahá'u'lláh fu rilasciato ed esiliato, `Abdu'l-Bahá era con lui nel viaggio verso Baghdad. Appena decenne, a Bagdad, assistette la famiglia e gli altri seguaci nel periodo in cui Bahá'u'lláh si ritirò in eremitaggio tra le montagne di Sulaymaniyya, tra il 1854 e il 1856
Durante quel periodo `Abdu'l-Bahá impiegò parte del tempo nello studio degli scritti del Báb, distinguendosi tra gli eruditi della città per la precoce conoscenza teologica.
Dopo il ritorno del padre a Baghdad si legò sempre di più a lui, aiutandolo anche con i numerosi visitatori che giungevano a trovarlo."Da allora in poi egli divenne il compagno più intimo del padre e a volte anche il suo protettore."
Nel 1863 le autorità ottomane ordinarono a Bahá'u'lláh di trasferirsi a Costantinopoli e, sebbene non fosse formalmente prigioniero, tale allontanamento pure da Baghdad fu l'inizio di un lungo periodo che lo avrebbe visto subire ulteriori esili ed essere alla fine relegato nella colonia penale di Acri.
`Abdu'l-Bahá, assieme alla famiglia e ad alcuni seguaci, fu vicino al padre nel suo confino, prima a Costantinopoli, poi ad Adrianopoli e alla fine ad Acri. In tale periodo assunse sempre più un ruolo di assistente del padre e di sostegno alla famiglia.
Ad Acri parte della piccola comunità, compreso `Abdu'l-Bahá, si ammalò, a causa delle malsane condizioni degli alloggi forniti e a ciò s'aggiunse il malvolere degli abitanti del posto a cui era stato detto che i nuovi arrivati erano nemici dello stato e della religione e con i quali si vietava ogni fraternizzazione.
Col passare del tempo `Abdu'l-Bahá ebbe la responsabilità nei rapporti tra la comunità bahá'í e il mondo esterno, che iniziò a riconoscere l'innocenza dei bahá'í fino ad arrivare al miglioramento delle condizioni di prigionia, e alla fine fu permesso anche a Bahá'u'lláh di lasciare la città prigione e stabilirsi nel circondario.
ʻAbdu'l-Bahá per oltre quarant'anni fu un 'prigioniero d'opinione' e in più circostanze corse seri pericoli di vita fino a quando la Rivoluzione del giovani turchi non lo liberò nel 1908 all'età di 64 anni. In seguito fece diversi viaggi in Occidente per diffondere il Messaggio baháʼí oltre i territori mediorientali, ma lo scoppio della prima guerra mondiale lo vide ancora isolato ad Haifa dal 1914 al 1918. Le vicende della guerra cacciarono infine del tutto le autorità ottomane, nuovamente e pericolosamente ostili ad `Abdu'l-Bahá, portando al Mandato britannico, istituito dalla Società delle Nazioni, che lo nominò Cavaliere Commendatore dell'Ordine dell'Impero britannico per il suo importante aiuto nell'evitare la carestia tra la popolazione durante e dopo la guerra.

## Famiglia
`Abdu'l-Bahá, nel marzo 1873, sposò Munírih Khánum, (1848 -28 aprile 1938), figlia di Mírzá Muhammad `Alí Nahrí da Esfahan; dalla loro unione nacquero nove figli, quattro dei quali, tutte femmine, sopravvissero all'infanzia.
Munírih Khánum, per sfuggire alle persecuzioni incombenti sui Bahai persiani, dopo la morte del padre, si recò ad Acri assieme al fratello Siyyid Yahyá, su invito di Bahá'u'lláh che le mostrò grande simpatia e manifestò il desiderio che sposasse il figlio, 'Abdu'l-Bahá. Il matrimonio fu celebrato nella casa di `Abbud; lei aveva 24 anni e 'Abdu'l-Bahá 28.
La figlia maggiore della coppia, Díyá'íyyih Khánum, sarebbe divenuta la madre di Shoghi Effendi, nipote ed erede spirituale e testamentario di `Abdu'l-Bahá. Le altre tre figlie furono Tuba Khanum, Ruha Khanum e Munavvar Khanum.

## Centro del Patto
Bahá'u'lláh, Fondatore della Fede Bahá'í, designò suo figlio `Abdu'l-Bahá come successore e interprete autorizzato dei suoi scritti anteponendolo al suo fratellastro, stabilendo così che Muhammad `Alí fosse a lui subordinato. "In diverse occasioni fece menzione di `Abdu'l-Bahá come il Centro del Patto, il più grande Ramo, il Ramo dell'antica Radice. [...] e nel suo testamento lasciò esplicite istruzioni che tutti dovevano ricorrere a lui e obbedirgli". È importante sottolineare che la designazione di `Abdu'l-Bahá come successore non fu una semplice questione di leadership amministrativa, ma implicava anche l'esclusiva autorità di interpretare gli scritti di Bahá'u'lláh. Questo aspetto fu cruciale per l'attuazione del mantenimento dell'unità e della continuità della Fede Bahá'í.
Bahá'u'lláh, nel suo testamento, il Kitáb-i-'Ahd, designò `Abdu'l-Bahá come suo successore e Centro del Patto con le seguenti parole: 
Più Possente Ramo.»
()

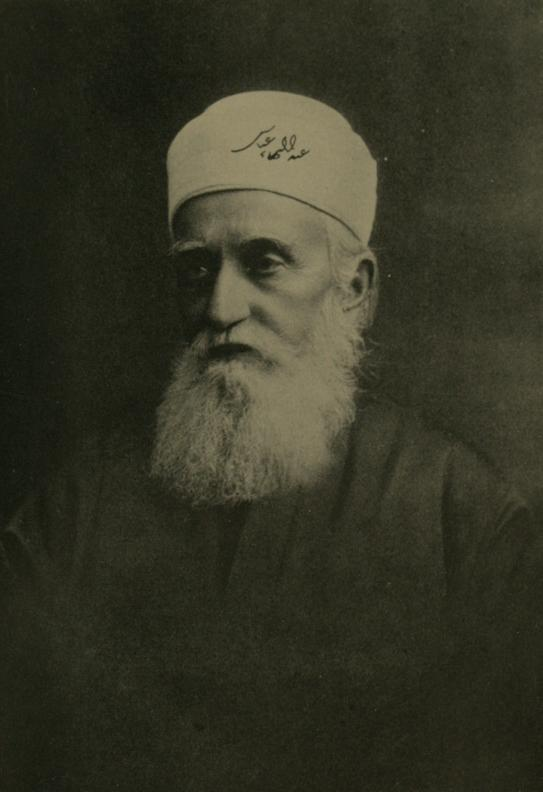
`Abdu'l-Bahá

La posizione di `Abdu'l-Bahá suscitò le gelosie del fratellastro che cercò di sostituirglisi nella guida del movimento. I suoi tentativi di stabilire la sua supremazia con alcuni seguaci sfociarono in calunnie contro `Abdu'l-Bahá, accuse che tuttavia non sortirono l'effetto sperato. La maggior parte dei Bahai seguirono `Abdu'l-Bahá e ne accettarono e confermarono la leadership
Muhammad `Alí accusò `Abdu'l-Bahá di ritenersi una Manifestazione di Dio e di porsi così allo stesso livello teologico del padre, Bahá'u'lláh. Fu proprio in quell'occasione che `Abdu'l-Bahá per mostrare la falsità di tale accusa assunse il nome di `Abdu'l-Bahá, che in arabo significa Servo di Bahá, per rendere a tutti manifesto che la sua posizione era quella del Servo e non di Manifestazione di Dio.
A seguito dell'opposizione al suo ministero del fratellastro, `Abdu'l-Bahá stabilì e chiarì nel suo testamento, per la successione, una struttura amministrativa che nell'essenza era già prevista da Bahá'u'lláh. Le due più alte istituzioni di tale struttura sono la Casa Universale di Giustizia e la Custodia della Causa di Dio a cui designò il nipote Shoghi Effendi
Muhammad `Alí, oltre al resto, vedendo crescere la sua popolarità internazionale, si adoperò nell'agosto 1901, presso le autorità ottomane, perché fossero rese più strette le condizioni di prigionia di `Abdu'l-Bahá.
Dal 1902 però, venne nominato governatore ad Acri un ammiratore di `Abdu'l-Bahá, così la situazione migliorò parecchio consentendo la ripresa delle visite dei credenti bahá'í ad 'Abdu'l-Bahá.
Nel febbraio 1903 Badi'u'lláh e Siyyid `Aliy-i-Afnan, due seguaci di Muhammad `Alí, dopo aver rotto i rapporti con lui stilarono delle note probanti i suoi complotti contro 'Abdu'l-Bahá, testimoniandone così apertamente l'innocenza.
Muhammad 'Ali perseverò anche nel 1904 con delle imputazioni contro 'Abdu'l-Bahá, accuse che portarono alla convocazione di 'Abdu'l-Bahá perché ne rispondesse davanti a una commissione ottomana, ma tutte le accuse caddero e l'inchiesta fu chiusa.

## Mausoleo del Báb

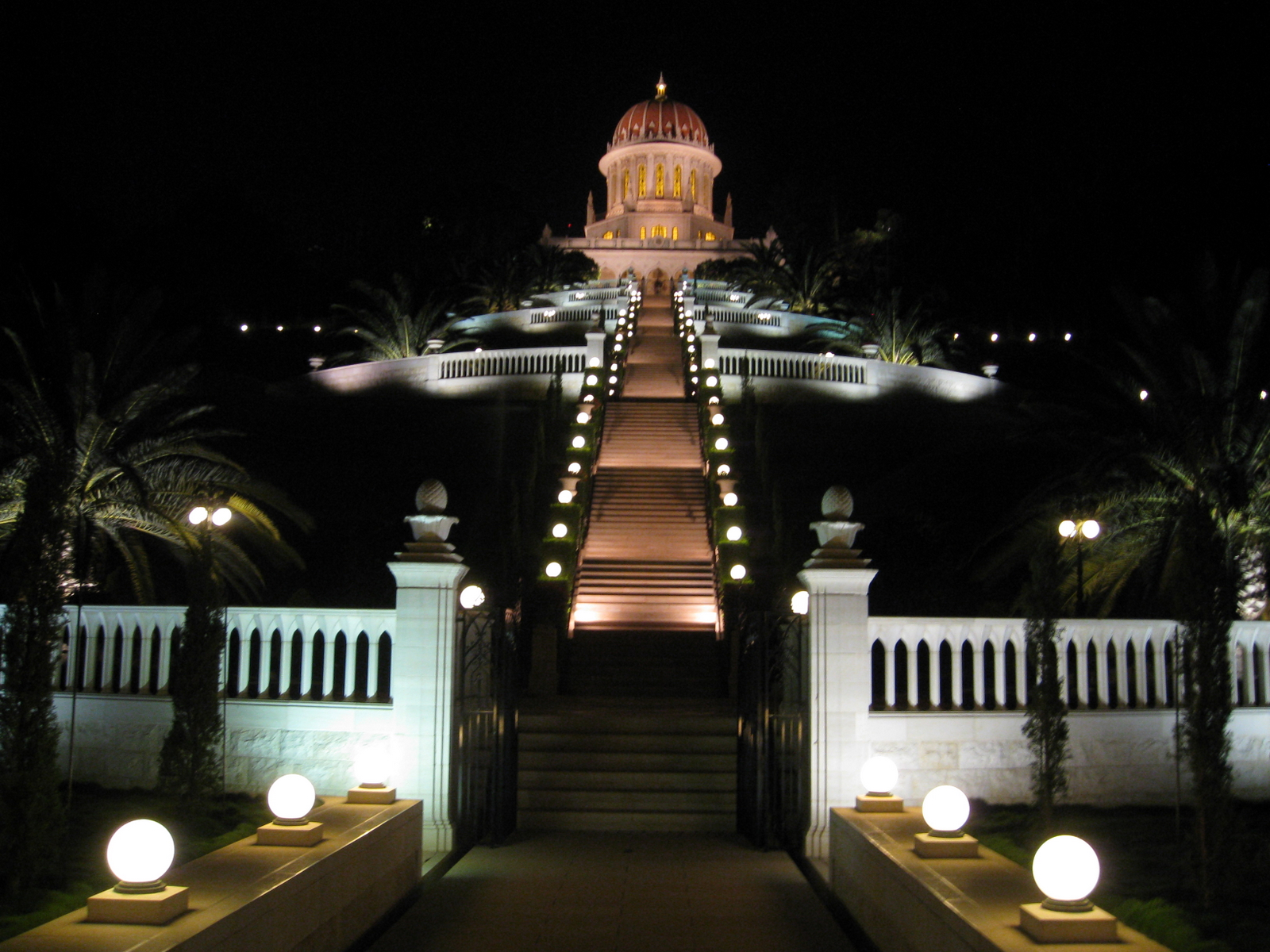
Mausoleo del Báb

Alla fine del XIX secolo, quando era ancora formalmente prigioniero e confinato ad Acri, 'Abdu'l-Bahá organizzò il trasferimento dei resti mortali del Báb dalla Persia a Bagdad e quindi avviò anche l'acquisto del terreno sul Monte Carmelo, ad Haifa, per la costruzione del Mausoleo del Báb, in adempimento alle istruzioni avute da Bahá'u'lláh; e quel lavoro della costruzione base, portata avanti da lui, durò dieci anni.
Dal 1902 al 1904 oltre che della costruzione del Mausoleo del Báb si occupò da lontano di altri due progetti: il restauro della casa del Báb a Shiraz, in Persia, e la costruzione del primo Tempio bahai a Aşgabat nel Turkmenistan.
'Abdu'l-Bahá incaricò Aqa Mirza Aqa di coordinare il lavoro in modo tale che la casa del Báb fosse riportata allo stato in cui si trovava quando il Báb vi fece la sua rivelazione a Mullá Husayn nel 1844.

## Contatti internazionali
Nell'aprile del 1890 un Professore dell'Università di Cambridge, Edward Granville Browne, arrivato espressamente per questo in Palestina, poté incontrare Bahá'u'lláh ed 'Abdu'l-Bahá, trascorrendo cinque giorni presso di loro a Bahjí (allora territorio dell'Impero Ottomano e odierno Israele). Di 'Abdu'l-Bahá scrisse: Reputo che molto difficilmente si possa trovare, anche tra i più eloquenti, preparati e sagaci rappresentanti della sua razza, un più abile conversatore, un uomo maggiormente dotato di argomentazioni, più pronto a offrire delucidazioni e più profondamente versato nelle scritture sacre giudee, cristiane e islamiche... Nessuno che abbia conosciuto quest'uomo può intrattenere alcun dubbio sulla sua grandezza e sui suoi poteri.
Verso la fine del 1898 molti occidentali iniziarono a recarsi ad Acri per incontrare 'Abdu'l-Bahá, la cui fama iniziava a diffondersi anche in occidente. Fra questi visitatori ci fu la statunitense Phoebe Hearst, madre del magnate del giornalismo statunitense William Randolph Hearst, che sarebbe diventata una fervida credente Bahai.
Negli anni successivi 'Abdu'l-Bahá fu in costante contatto con le comunità bahá'í che si andarono formando via via nel mondo, sostenendole e consigliandole nell'insegnamento religioso e nelle loro attività sociali.
Fra le personalità con cui ebbe ripetuti contatti ci furono May Ellis Bolle, l'inglese Thomas Breakwell, gli statunitensi Herbert Hopper e Laura Clifford Barney, il francese Hippolyte Dreyfus, Auguste Forel (1848-1931), insigne psichiatra, sociologo ed entomologo svizzero, destinatario di una lettera scritta nel 1921: in essa ‘Abdu’l-Bahá spiega, con razionale linguaggio ma anche relativamente semplice, il valore della filosofia, il significato dell’intelligenza umana, la posizione dell’uomo nel creato, l’esistenza di Dio e la Sua inconoscibilità, i rapporti tra Dio e le Sue creature, la necessità che queste si lascino guidare dalla Realtà universale dello Spirito Santo e, la natura dell’anima umana. La lettera contiene anche un’originale enunciazione che la Grazia divina è visibile e manifesta nella realtà delle cose. Laura Clifford Barney scrisse il Testo: Some Answered Questions, basato sulle risposte alle domande che lungo gli anni lei aveva posto ad 'Abdu'l-Bahá.

## Viaggi in occidente

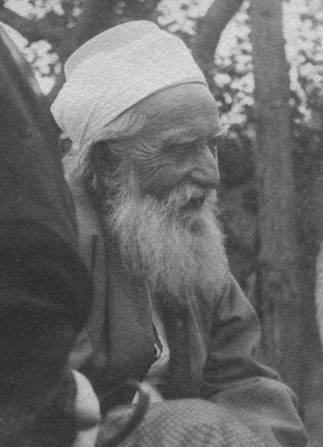
`Abdu'l-Bahá, durante il suo viaggio negli USA

Nel 1908 la rivoluzione dei Giovani Turchi, che impose la caduta del regime monarchico ottomano, portò alla liberazione di tutti i prigionieri d'opinione e politici, e quindi anche `Abdu'l-Bahá venne liberato.
La prima azione di 'Abdu'l-Bahá, dopo quella piena libertà, fu di visitare il Mausoleo di Bahá'u'lláh nella periferia di Acri.
Con quella liberazione 'Abdu'l-Bahá si trasferì ad Haifa e, nel 1910, avendo facoltà di lasciare il Paese, iniziò un viaggio di tre anni verso l'Egitto, l'Europa e il Nord America per diffondere il messaggio bahai.
Dall'agosto al dicembre 1911, 'Abdu'l-Bahá visitò Londra, Bristol e Parigi per sostenere le comunità bahai che vi si erano formate e per diffondere gli insegnamenti del padre, Bahá'u'lláh.
Negli anni successivi intraprese un più ampio viaggio negli USA e nel Canada sempre per divulgare e sostenere la Fede bahá'í: arrivò a New York l'11 aprile del 1912. I suoi discorsi, caratterizzati da semplicità e chiarezza, trovarono ampia risonanza anche sui giornali dell'epoca, esponendo ampiamente gli insegnamenti di Bahá'u'lláh. Parlò in templi e chiese di varie denominazioni, sinagoghe, società per la pace, università, circoli femminili, associazioni scientifiche... I discorsi che fece in arabo e in persiano erano tradotti da esperti linguisti e stenografati sia nella lingua originale che nella loro traduzione inglese, formando in seguito una compilazione dal titolo: "La promulgazione della pace universale" che fu stampata all'inizio in due volumi, uno nel 1922 e il secondo nel 1925. 
Dal 2017 esiste anche la pubblicazione in italiano di tale speciale testo, ad opera della Casa Editrice bahá'í italiana. 
Negli Stati Uniti visitò, oltre a New York, Chicago, Cleveland, Pittsburgh, Washington, Boston e Filadelfia. Nell'agosto del medesimo anno si recò nel New Hampshire, nel Maine, a Montréal in Canada, quindi a Minneapolis, San Francisco, Stanford, e a Los Angeles. Il 5 dicembre 1912 ripartì per l'Europa.
In Europa visitò Londra, Parigi, dove soggiornò due mesi, Stoccarda, Budapest e Vienna, e poi, il 12 giugno 1913, partì per l'Egitto, dove rimase sei mesi prima di ritornare ad Haifa.
I Bahá'í ammirano profondamente 'Abdu'l-Bahá e - usando le parole di Shoghi Effendi - lo definiscono come Specchio immacolato della luce di Bahá'u'lláh, l'Esempio perfetto dei Suoi insegnamenti, l'infallibile Interprete della Sua Parola, l'incarnazione d'ogni ideale bahá'í e di ogni virtù bahá'í. Il 'Mistero di Dio', un'espressione con cui Bahá'u'lláh stesso scelse di designarLo e che ... esprime come nella persona di 'Abdu'l-Bahá le caratteristiche poco compatibili della natura umana e del sapere e della perfezione sovrumana si siano fuse e armonizzate in modo perfetto

## Ultimi anni

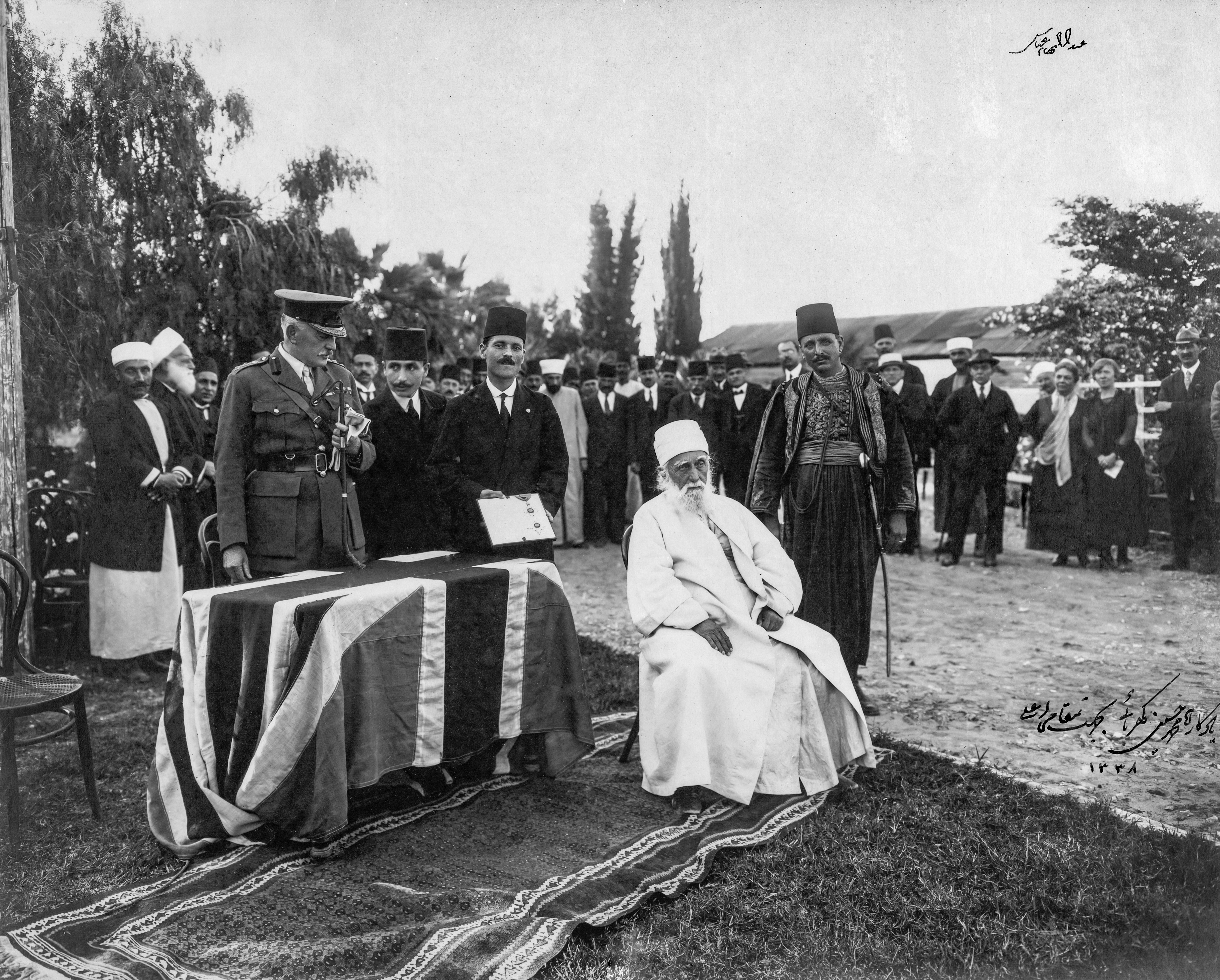
'Abdu'l-Bahá durante la cerimonia di nomina a Cavaliere Commendatore dell'Ordine dell'Impero Britannico, aprile 1920

Durante la prima guerra mondiale `Abdu'l-Bahá rimase in Palestina dove aiutò la popolazione, alleviandone le sofferenze causate dallo stato di guerra; per quei suoi aiuti umanitari il 27 aprile 1920 ricevette l'onorificenza KBE dell'Impero britannico. Da quel periodo gli inglesi lo chiamarono Sir 'Abbàs Effendi.  Ne parla un documento riservato del Foreign Office Britannico dove, come motivazione del decreto di nomina da parte del Re Giorgio V°, viene riportata la seguente dicitura: "per i validi servizi resi al governo britannico nei primi giorni dell'occupazione".
`Abdu'l-Bahá trapassò il 28 novembre 1921, fu sepolto nella stanza frontale del mausoleo del Báb sul monte Carmelo. Il 21 aprile 2019, nel suo messaggio di Ridvan ai baha'i del mondo, la Casa Universale di Giustizia ha annunciato l'avvio dei lavori per la costruzione del Mausoleo di 'Abdu'l-Bahá, non lontano dal Mausoleo di Bahá’u’lláh.
Nel suo testamento 'Abdu'l-Bahá nominò il nipote Shoghi Effendi Rabbani come Custode della Causa di Dio.

## Opere
Il numero degli scritti di `Abdu'l-Bahá supera le 27.000 unità e di essi solo una piccola parte è stata tradotta dalla lingua originale. Le sue opere possono essere suddivise in due gruppi: i suoi scritti; e le trascrizioni delle sue lezioni e dei suoi discorsi effettuate da altri.
Il primo gruppo contiene: Il Segreto della Civiltà Divina scritto prima del 1875, Un racconto del viaggiatore, scritto attorno al 1886, il Resāla-ye sīāsīya o Sermone sull'arte del governo, scritto nel 1893, il Memorials of the Faithful e un grande numero di tavole indirizzate a diverse persone, inclusi alcuni intellettuali occidentali. 
Il secondo gruppo comprende: Le Lezioni di San Giovanni d'Acri, La Saggezza di Abdu'l-Bahá, e, La promulgazione della pace universale.